# Stema Madridului

Stema Madridului

Stema Madridului, cunoscută în limba spaniolă ca El Oso y el Madroño, este una cu o istorie semnificativă.